# 國際移民評論
《國際移民評論》（International Migration Review）是一份1960年起出版的美國社會學學術期刊，由移民研究中心（Center for Migration Studies）發行、Wiley-Blackwell出版，現任主編是柯蓋德大學地理學教授艾倫·珀西·克拉莉（Ellen Percy Kraly）。
根據《期刊引證報告》數據顯示，《國際移民評論》2011年時的影響因子是1.149，在23份人口統計學期刊中排名第9。

## 外部連結
- 《國際移民評論》在出版社官網的介紹 （页面存档备份，存于） （英文）